# Guy Bernard
Ne doit pas être confondu avec Bernard Gui ou Guy Bernard (musicien).
Cet article possède un paronyme, voir Jean-Guy Bernard.
Guy Bernard (italianisé en Guido Bernardi), mort le 28 avril 1481, est un ecclésiastique français, évêque de Langres de 1453 à 1481.

## Biographie
Guy Bernard, né à Tours, est le fils d'Étienne Bernard dit Moreau, receveur général des finances, trésorier du duc d'Anjou, intendant et conseiller de la reine Marie d'Anjou, épouse du roi Charles VII. Il est également le neveu de Jean Bernard, archevêque de Tours.
Destiné à l'Église, il est archidiacre de Tours, maître des requêtes et ambassadeur du roi auprès du pape Nicolas V en 1448 et de l'antipape Félix V en 1449.
Il est nommé évêque de Langres en 1453 ou 1454. Il réunit de nombreux synodes diocésains (1456, 1459, 1464 et 1479) et fait confirmer par un arrêt du parlement le statut du chapitre de chanoines de Langres. Selon un dénombrement de la chambre des comptes du 26 novembre 1464, 150 seigneuries sont mouvantes du domaine épiscopal.
Dijon dépendant alors de l'évêché de Langres, il accorde en 1455 à l'église Saint-Jean de Dijon le statut d'église collégiale, la consacrant en 1468 ou en 1478.
Il assiste au couronnement du roi Louis XI, ce dernier le nommant en 1469 premier chancelier de l'Ordre de Saint-Michel. En 1473, il est pourvu abbé de Saint-Rémi de Reims. Comme pair de France, il participe au jugement du duc Jean II d'Alençon.
Après sa mort, il est inhumé dans la cathédrale Saint-Mammès de Langres.